# سرست
سرست (به فرانسوی: Céreste) یک کمون (فرانسه) در فرانسه است که در آلپ-دو-اوت-پرووانس واقع شده‌است. سرست ۳۲٫۵۴ کیلومتر مربع مساحت دارد ۳۷۰ متر بالاتر از سطح دریا واقع شده‌است.